# Zack Pearlman
Zachary Michael Pearlman  (* 19. Mai 1988 in Royal Oak, Michigan) ist ein US-amerikanischer Schauspieler.

## Leben
Pearlman ist das dritte Kind von Susan (geborene Weldon) und Mark Pearlman. Pearlman ist jüdischer Abstammung. 2006 schloss er die Pioneer High School in Ann Arbor, Michigan ab.
Pearlmans Schauspielkarriere begann, nachdem er einen Beitrag für einen Wettbewerb bei der Website Funny or Die eingereicht hatte und die Gelegenheit erhielt, für eine Rolle in dem Film The Virginity Hit vorzusprechen. Pearlman bekam eine Hauptrolle in dem Film, der im September 2010 veröffentlicht wurde.

## Filmographie (Auswahl)

### Filme
| Jahr | Titel                                                |
| ---- | ---------------------------------------------------- |
| 2010 | The Virginity Hit                                    |
| 2014 | Hot Bot                                              |
| 2015 | Staten Island Summer                                 |
| 2015 | Man lernt nie aus (The Intern)                       |
| 2015 | Wrestling Isn’t Wrestling                            |
| 2016 | Why Him?                                             |
| 2019 | Drachenzähmen leicht gemacht: Die guten alten Zeiten |

### Fernsehen
| Jahr      | Titel                                |
| --------- | ------------------------------------ |
| 2011      | Breaking In                          |
| 2012      | Key & Peele (Key and Peele)          |
| 2012      | The Inbetweeners                     |
| 2012–2018 | DreamWorks Dragons                   |
| 2012      | NTSF:SD:SUV::                        |
| 2013      | Workaholics                          |
| 2013      | Community                            |
| 2013      | The Power Inside                     |
| 2014–2015 | Mulaney                              |
| 2016      | Chicago Fire                         |
| 2016–2017 | Shameless                            |
| seit 2021 | Küken im Einsatz (The Chicken Squad) |